# Krupp Protze
Krupp "Protze" byl šestikolový německý automobil a dělostřelecký tahač používaný v německých ozbrojených silách za druhé světové války od výrobce Friedrich Krupp AG. Jeho hlavním úkolem bylo tažení kanónů a přeprava obsluhy, byl však užíván i pro přepravu pěchoty a k dalším účelům.
Vozidlo bylo široce používáno na východní frontě, v severoafrické kampani, ve Francii a na Sicílii. Celková produkce mezi roky 1933 až 1942 činila zhruba 7000 kusů.

## Varianty
- Kfz.19 - Telefonní auto
- Kfz.21 - Štábní automobil
- Kfz.68 - Radiový automobil
- Kfz.69 - Standardní tahač pro vlečení kanónů PaK 36
- Kfz.70 - Transportér pěchoty
- Kfz.81 - Transportér munice pro protiletadlová děla Flak
- Kfz.83 - Transportér motorgenerátorů pro protiletadlové reflektory
- SdKfz.247 - Obrněný transportér, postaveno pouze 20 kusů

Někdy byly na automobilech přímo namontované protitankové nebo protiletadlové kanóny

## Technické údaje

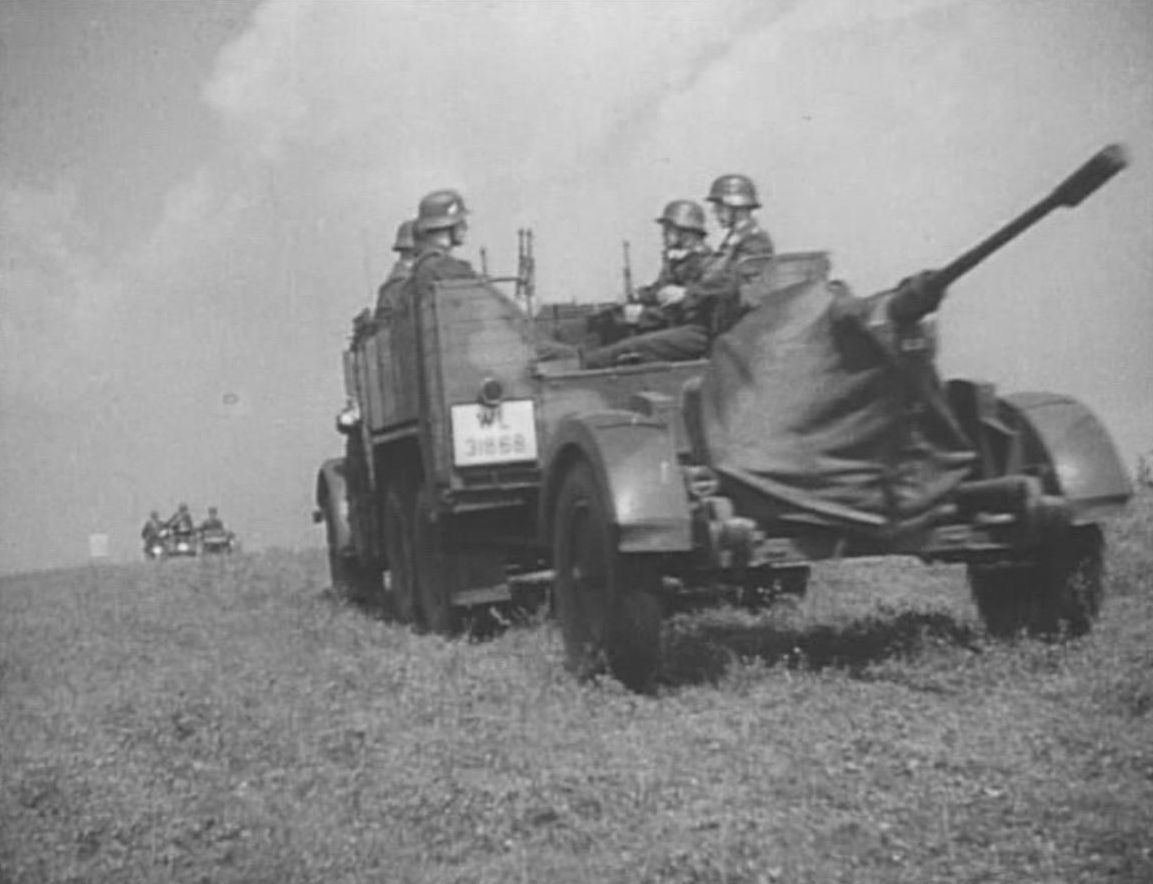
Krupp Protze s kanónem

- Hmotnost: 2450 kg
- Délka: 5,10 m
- Šířka: 1,93 m
- Výška: 1,96 m
- Osádka: 2 + cestující
- Motor: Krupp M 304
- Výkon: 60 hp
- Rychlost: 70 km/h
- Dojezd: 450 km